# جیانزی

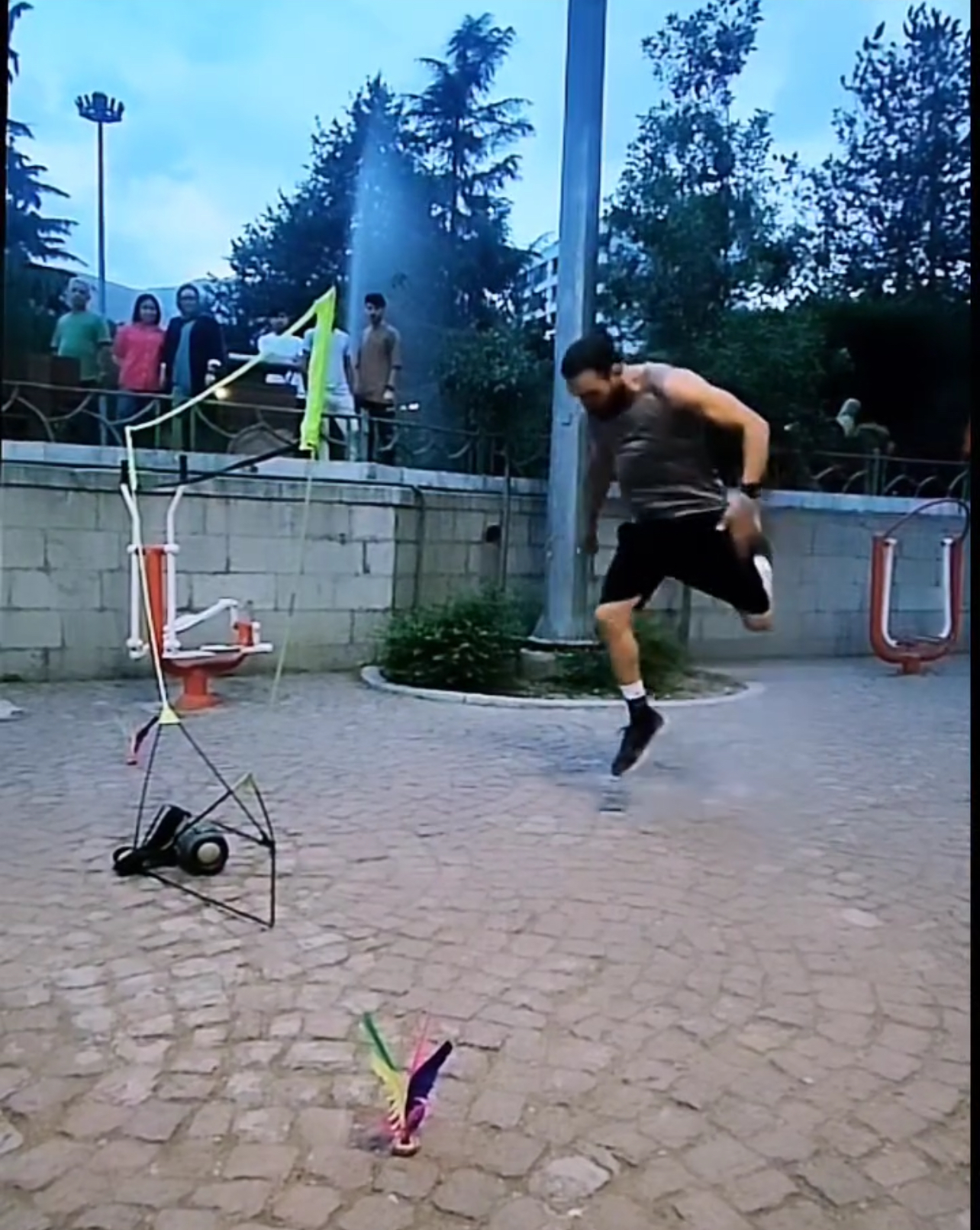
بازیکن حرفه ای جیانزی محسن حسومی پارک نیاوران

جیانزی (به چینی: 毽子) یک ورزش سنتی آسیایی از دسته ورزش‌های بالای تور(ورزش‌هایی مشابه بدمینتون) می‌باشد. بازیکنان باید شاتل کاکی را با توسط بدن خود، بدون استفاده از دست (برخلاف پتاکا) کنترل کنند. زمین بازی جیانزی مشابه زمین والیبال است. همچنین شکل‌هایی از این به صورت خیابانی برگزار می‌شود.
نام دیگر آن در ایران کیکبو است